# Typhonium eliosurum
Typhonium eliosurum là một loài thực vật có hoa trong họ Ráy (Araceae). Loài này được (F.Muell. ex Benth.) O.D.Evans miêu tả khoa học đầu tiên năm 1961.